# Karl-Heinz Reichel
Karl-Heinz Reichel (auch unter dem Pseudonym Karl Martin bekannt, * 21. August 1917 in Hamburg; † unbekannt) war ein deutscher Schlagerkomponist, Sänger und Schauspieler.

## Leben und Werk
Karl-Heinz Reichel wirkte ab 1937 als Schauspieler, Sänger, Buffo und Regisseur an Theatern in Hamburg, Greifswald, Potsdam und Berlin sowie von 1943 bis 1948 als Autor, Regisseur und Komponist. Er stand 1944 in der Gottbegnadeten-Liste des Reichsministeriums für Volksaufklärung und Propaganda.
Nach dem Krieg war er als Chefproduzent der Unterhaltung bei Radio Hamburg (später NWDR) tätig. Von 1951 bis 1955 war er Leiter des Ressorts Film/Funk/Fernsehen im Axel-Springer-Hochhaus. Darüber hinaus wirkte er als Komponist und Texter der Sendungen für Funkwerbung und Werbefernsehen. Seit 1966 war er freischaffend tätig. Von 1952 bis 1964 komponierte und textete er für die Zeichentrickfilme Mecki's Melodie.
Von seinen Schlagern (Musik und Text) seien genannt: Ob Sie's glauben oder nicht (1952), Komm mit mir nach Spanien (1971), Am Strand von Cala d'Or (Auf Mallorca, 1971). Er war auch der Textdichter einiger Bert-Kaempfert-Titel, darunter Die Welt war schön interpretiert von Karel Gott auf der LP „Die goldene Stimme aus Prag“.